# Mleczaj pomarańczowy

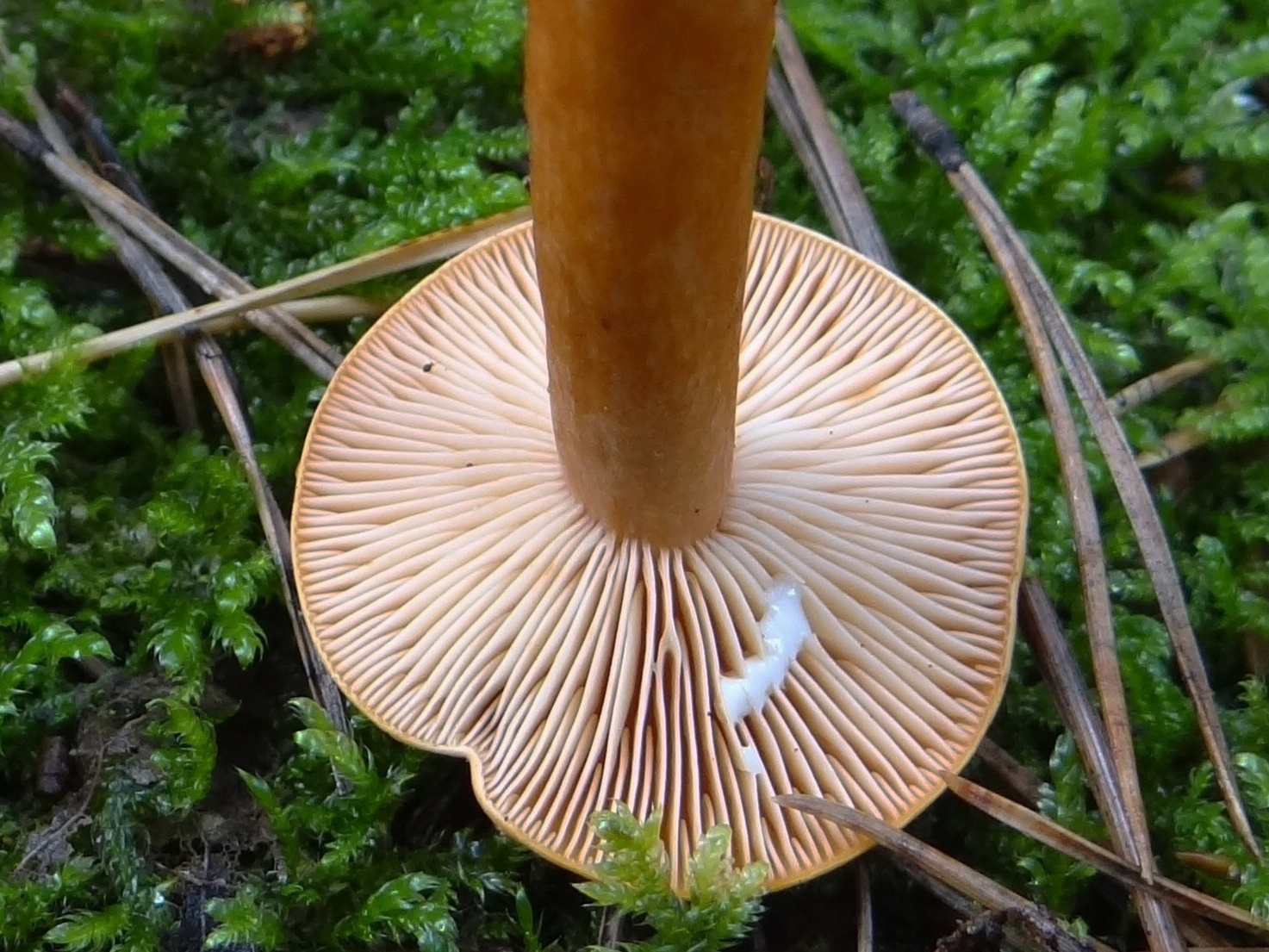

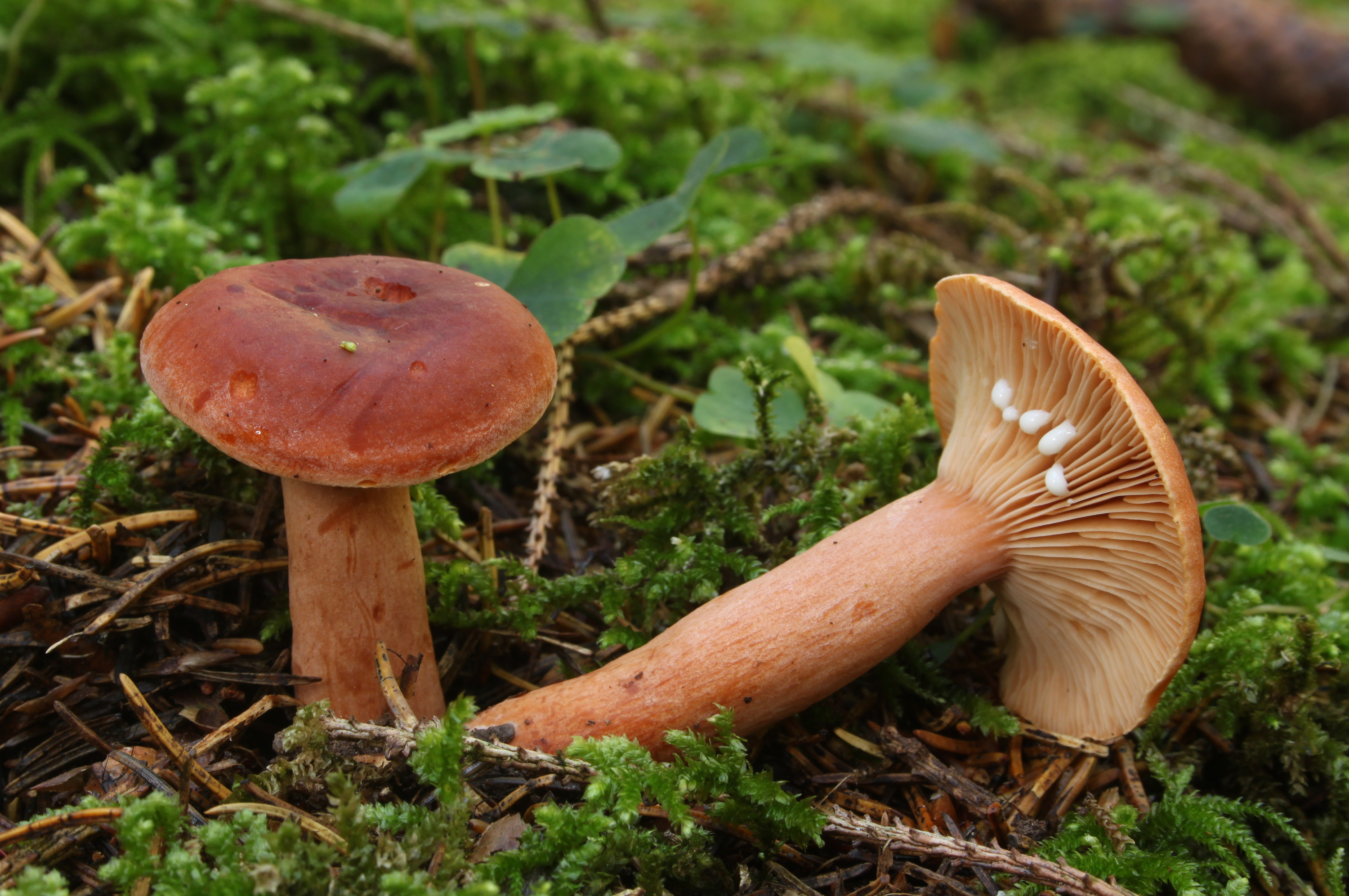

Mleczaj pomarańczowy (Lactarius aurantiacus (Pers.) Gray) – gatunek grzybów z rodziny gołąbkowatych (Russulaceae).

## Systematyka i nazewnictwo
Pozycja w klasyfikacji według Index Fungorum: Lactarius, Russulaceae, Russulales, Incertae sedis, Agaricomycetes, Agaricomycotina, Basidiomycota, Fungi.
Po raz pierwszy takson ten zdiagnozował w 1801 r. Christiaan Hendrik Persoon nadając mu nazwę Agaricus testaceus var. aurantiacus. Obecną, uznaną przez Index Fungorum nazwę nadał mu w 1821 r. Samuel Frederick Gray, przenosząc go do rodzaju Lactarius.
Ma ok. 15 synonimów naukowych. Niektóre z nich:

- Agaricus aurantiacus (Pers.) Pers. 1801
- Agaricus mitissimus Fr. 1821
- Agaricus testaceus aurantiacus Pers. 1801
- Galorrheus mitissimus (Fr.) P. Kumm. 1871
- Lactarius aurantiacus var. mitissimus (Fr.) J.E. Lange 1928
- Lactarius aurantiofulvus J. Blum 1964
- Lactarius aurantiofulvus J. Blum ex Bon 1985
- Lactarius mitissimus (Fr.) Fr. 1838
- Lactarius subdulcis var. mitissimus (Fr.) Bataille 1908
- Lactifluus aurantiacus (Pers.) Kuntze 1891
- Lactifluus mitissimus (Fr.) Kuntze 1891

Polską nazwę podali Barbara Gumińska i Władysław Wojewoda w 1983 r.

## Morfologia
Kapelusz
Średnica 2,5–6 cm. U młodych okazów niskołukowaty, u starszych płaski lub wygięty w górę. O nieco podwiniętym brzegu. Skórka gładka, w kolorze pomarańczowobrązowym, czasami z żółtawym brzegiem. Brak strefowania. W czasie wilgotnej pogody jest śliski i błyszczący.
Blaszki
Dość gęste, bladoochrowe, kremowe lub jasnopomarańczowe, przy brzegu kapelusza ciemniejsze. Ostrza blaszek rdzawoczerwonoplamiste.
Trzon
Kształtu walcowatego, wysokość 4–8 cm, szerokość 1–2 cm. Jest ubarwiony tak samo jak kapelusz. Przy podstawie często występuje biała lub ochrowożółta pilśń.
Miąższ
Białożółtawy, kruchy, pod skórką kapelusza i w trzonie ceglastoczerwony. Smak i zapach niewyraźny. Wydziela mleczko, które w odróżnieniu od innych mleczajów nie jest piekące i gorzkie, co najwyżej lekko gorzkawe.
Mleczko
Dość obfite, białe i nie zmieniająca na powietrzu barwy. W smaku gorzkie, piekące na języku i drapiące w gardle.
Cechy mikroskopowe
Wysyp zarodników kremowy. Zarodniki szerokoowalne o rozmiarach 7,1–8,5 (10) × 6–7 (8,5) μm. Na powierzchni posiadają brodawki nieregularnie połączone listewkami, tylko czasami tworzącymi siateczkę. Podstawki mają rozmiar 40–45 × 8–10 μm. Wąskowrzecionowate cystydy są nieliczne, występują na ostrzu i bokach blaszek i tylko nieco wystają ponad hymenium.
Gatunki podobne
Jest wiele pomarańczowych mleczajów. Odróżnienie ich po wyglądzie jest trudne. Wszystkie jednak różnią się od mleczaja pomarańczowego ostrym w smaku mleczkiem. Podobny mleczaj modrzewiowy (Lactarius porninsis) rośnie tylko pod modrzewiami. U mleczaja siarkowego (Lactarius tabidus) mleczko żółknie, mleczaj smaczny (Lactarius volemus) rośnie tylko w lasach liściastych i ma matową skórkę.

## Występowanie i siedlisko
Występuje w Europie, Ameryce Północnej i Azji. Najwięcej stanowisk opisano w Europie. Jest tutaj szeroko rozprzestrzeniony. W Polsce jest pospolity.
Naziemny grzyb mykoryzowy. Występuje w lasach liściastych i mieszanych, zazwyczaj wśród mchów, szczególnie pod brzozą brodawkowatą i brzozą omszoną. Owocniki wytwarza od czerwca do listopada. W lasach iglastych występuje rzadko.

## Znaczenie
Według niektórych autorów grzyb jadalny, według innych niejadalny.